# 滋野井実全
滋野井 実全（しげのい さねまさ）は、江戸時代中期の公卿。官位は従三位・権中納言。

## 経歴
3歳で叙爵を受け、宝永4年（1707年）に元服して従五位上侍従に任じられる。その後、昭仁親王の立太子と共に春宮亮に任じられ、享保18年（1733年）には参議に任じられ、翌年には従三位に叙せられる。享保20年（1735年）、皇太子昭仁親王が即位して桜町天皇となると、実全も権中納言に任命された。だが、間もなく病に倒れて35歳で薨去。
父と同様に有職故実に詳しく、皇太子に近侍していたために、立太子や皇太子元服に関する記録を多く残している。

## 系譜
- 父：滋野井公澄
- 母：家女房
- 妻：家女房
  - 男子：滋野井公麗（1733-1781）
- 生母不詳の子女
  - 女子：植松幸雅正室（雅富王の養女）